# Carmen Andrés
Carmen Andrés (1883 - 1959) va ser una Vedet de revista i sarsuela i actriu espanyola de finals de segle xix i començaments del segle xx.

## Biografia

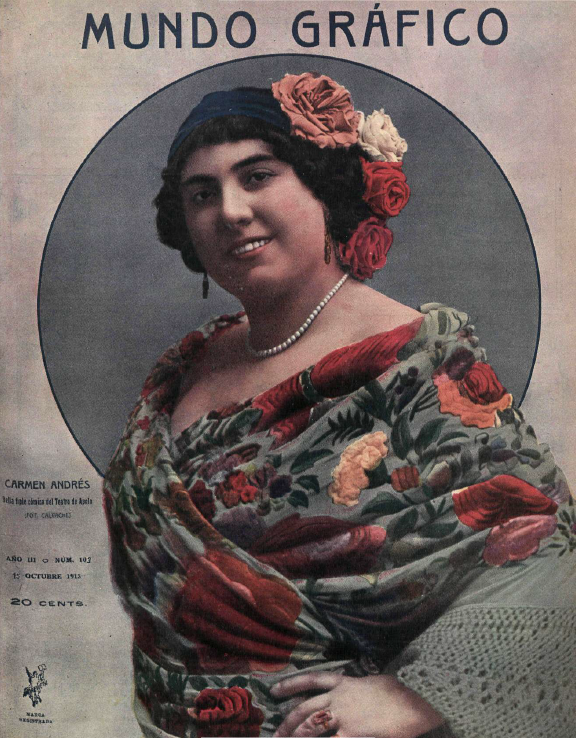
A Mundo Gráfico (1913).

Va debutar en el teatre a l'edat de 14 anys, de la mà de l'mestre Calleja, que la va incloure en el cor de l'Teatre Martín (Madrid). En 1903 va treballar amb la companyia de teatre de Pepe Ontiveros al teatre Còmic; també en el teatre Eslava i el teatre Apolo on va formar part de la companyia de Chicote i Vila (1913-1914).
Durant els seus començaments aconsegueix l'èxit en les famoses temporades de teatre Còmic acompanyant a Amparo Taberner i les germanes Calvo el 1903 i va tornar el 1905 a la mateixa coliseu estrenant  La tassa de te  de Vicente Lleó Balbastre, o les de l'mític Eslava de la mà de Vicente Lleó Balbastre i Antonio Paso i Cano amb les estrenes de les obres  l'alegre trompeteria ,  la cort de Faraó , o l'opereta  la república de l'amor ,  l'art de ser bonica  de Jeroni Giménez i Amadeu Vives,  Les granadines ,  la cort dels casats ,  El ratolí  de Rafael Calleja o  El que paga descansa  i altres de repertori com  La costa blava ,  El país de les fades ' 'de Rafael Calleja.
Apareix novament en escena en els anys vint convertida en característica estrenant  Don Quintín el amargao  de Jacinto Guerrero. Altres obres d'aquesta època van ser  Encarna la misteri  de Reveriano Soutullo i  La cursilona  1930 de Eduardo Fonts.